# Nymphaea kimberleyensis
Nymphaea kimberleyensis är en näckrosväxtart som först beskrevs av Surrey Wilfrid Laurance Jacobs, och fick sitt nu gällande namn av Surrey Wilfrid Laurance Jacobs och Hellq. Nymphaea kimberleyensis ingår i släktet vita näckrosor, och familjen näckrosväxter. Inga underarter finns listade i Catalogue of Life.